# Саобраћај у Финској
Финска је за европске услове велика и ретко насељена земља (< 20 ст./км²). Ово се одражава и на њен саобраћај - већи значај ваздушног саобраћаја, мање ауто-путева. Финску називају и земљом језера, а земља има и дугачку морску обалу, па је водени саобраћај развијен. Захваљујући високој развијености земља је успела да превазиђе многе тешкоће на пољу саобраћаја.
Финска има развијен друмски, железнички, ваздушни и водни саобраћај. Највећи саобраћајни чвор је главни град, Хелсинки.

## Железнички саобраћај
Државно предузеће за железницу - ВР Група, а за надгледање је задужена Финска железничка управа.
По подацима из 2003. године укупна дужина железничке мреже у Финској је 5.865 km стандардне ширине колосека. Железница је савремена, чак и она која саобраћа до најмањих места. Главно чвориште је Хелсинки. Посебност Финске је државна варијанта воза великих брзина, тзв. пендолино систем, који саобраћа од Хелсинкија до значајних градова у држави. То су следеће железничке линије:
- Линија 1 - Хелсинки - Еспо - Турку
- Линија 4 - Хелсинки - Хаменлина - Тампере - Пори
- Линија 5 - Хелсинки - Хаменлина - Тампере - Васа
- Линија 7 - Хелсинки - Хаменлина - Тампере - Сеинајоки - Кокола - Оулу - Рованиеми
- Линија 9 - Турку - Тампере - Јиваскила - Пиексамаки
- Линија 10 - Хелсинки - Хаменлина - Тампере - Јиваслика - Пиексамаки - Куопио
- Линија 13 - Хелсинки - Микели - Куопио - Кајани
- Линија 14 - Хелсинки - Лахти - Лапенранта - Иматра - Јоенсу

Градска железница је присутна у већим градовима, нарочито у Хелсинкију. Град поседује метро (погледати: Хелсиншки метро), трамвајски и приградски железнички превоз. Сматра се да 80% остврењног превоза железницом пада на велико градско подручје Хелсинкија. Лаки метро се тренутно планира за Турку и Тампере.

Железничка веза са суседним земљама:
- Норвешка - не
- Шведска - да
- Русија - да, уз промену ширине колосека

Постоје и далеки планови за иизградњу подземне железничке везе између Хелсинкија и Талина, престонице Естоније.

## Друмски саобраћај
Укупна дужина главних путева у Финској у 2005. години је 13.258 km, а свих јавних путева 78.186 km. Од тога је 50.616 km са тврдом подлогом. Дужина ауто-путева у држави је 653 km, што је мало за земљу величине Финске, али разумљиво с обзиром на ректу насељеност, поготово њене северне половине. И постојећи ауто-путеви нису превише оптерећени прометом, па због тога немају наплату путарине. И магистрални путеви су углавном смештени у јужној Финској и дуж обала Балтика. Занимиљивост је у Финској постоје разлике између највеће дозвољене брзине по путеви током зиме и током лета.

Државни магистрални путеви се углавном поклапају са европским саобраћајним коридорима и носе бројчану ознаку. Без ознака су ауто-путни прстени око великих градова, који имају велику важност (посебно код Хелсинкија).

Најважнији државни магистрални путеви су:
- Ауто-пут 1, Хелсинки - Еспо - Турку, укупна дужина пута је 166 km, савремени ауто-пут целом дужином.
- Ауто-пут 2, Хелсинки - Пори, укупна дужина пута је 227 km, магистрални пут целом дужином.
- Ауто-пут 3 , Хелсинки - Ванта - Хаменлина - Тампере - Васа, укупна дужина пута је 424 km, савремени ауто-пут на деници Хелсинки - Тампере.
- Ауто-пут 4, Хелсинки - Хеинола - Лахти - Јиваскила - Оулу - Рованиеми - Инари - граница са Норвешком (ка Финмарку), укупна дужина пута је 1295 km, савремени ауто-пут дужином од 200 km од Хелсинкија до Хеиноле, као и на прилазу Јиваскили.
- Ауто-пут 5, Хеинола - Микели - Куопио - Кајани - Лапланд, укупна дужина пута је 905 km, магистрални пут целом дужином.
- Ауто-пут 6, Хелсинки - Коувола - Лапенранта - Јоенсу - Кајани, укупна дужина пута је 604 km, магистрални пут целом дужином.
- Ауто-пут 7, Хелсинки - Порво - Котка - Хамина - граница са Русијом (ка Санкт Петербургу), укупна дужина пута је 189 km, савремени ауто-пут на деоницама Хелсинки - Порво и Котка - Хамина.
- Ауто-пут 8, Турку - Пори - Васа - Кокола - Оулу, укупна дужина пута је 626 km, магистрални пут целом дужином.
- Ауто-пут 9, Турку - Тампере - Јиваскила - Куопио, укупна дужина пута је 454 km, магистрални пут целом дужином.

## Водени саобраћај
Финска је приморска земља са дугим излазом на Балтичко море, али је Балтик већим делом године залеђен и јако затворен. Због тога држава велики број поморских лука, али је број већих лука мало из наведених разлога. И поред тога саобраћај је развијен и веома жив према другим лукама на Балтику (Талин, Стокхолм, Росток). Најважније финске луке су:
- Котка
- Порво
- Хелсинки - најважнија лука, нови карго терминал Вуосари, отворен 2008. г.
- Турку
- Пори
- Васа
- Кокола
- Оулу
- Кеми
- Мариехамн

Унутрашњи водени саобраћај Финске је развијен и дуг (7.900 km дужине). Посебно је значајан превоз по многобројним финским језерима. Највеће ограничење је зимско доба, када се на унутрашњим воденим путевима ствара дебео слој леда, који прави поптуни застој промета. Најважнији пловни пут у унутрашњости је Сајма Канал у југоисточном делу земље, који спаја истоимено језеро Сајма са Балтиком, код руске луке Виборг. Финска је посебним уговором 1963. године добила право од тадашњег СССРа за коришћење овог канала, који је доњим делом њему припадао (данас припада Русији).

## Гасоводи и нафтоводи
Гасовод: непознато
Нафтовод: непознато

## Ваздушни транспорт
У Финској постоји велики број авио-предузећа, од којих је најпознатије и највеће државно предузеће "Фин Ер", највише окренуто међународним линијама. На домаћим линијама превоз врши државно авио-предузеће "Финавија".
У земљи постоји чак 148 званично уписаних аеродрома 2002. године, од чега 76 са чврстом подлогом (погледати: Аеродроми у Финској). 34 уврштено на листу међународних аеродрома са IATA кодом (IATA Airport Code). Због изолованости многих делова земље чак 21 аеродром има сталне линије за превоз путника, и то већина само ка Хелсинкију. Свега пар аеродрома има међународне линије и то су:
- Аеродром „Хелсинки-Ванта“ у Хелсинкију - HEL
- Аеродром „Оулу“ у Оулуу - OUL
- Аеродром „Пиркала“ у Тампереу - TMP
- Аеродром „Турку“ у Туркуу - TUR

Најважније ваздухопловно чвориште у Финској је хелсиншки Аеродром „Хелсинки-Ванта“, који се налази на 19 km севевно од града. Други по важности је Аеродром у Оулуу, средишту северне половине Финске.
Превоз хеликоптерима је веома жив у Финској. Чак постоји стална међународна веза хеликоптером на линији Хелсинки - Талин.